# Кропивницький музей музичної культури ім. К. Шимановського
КЗ «Кропивницький музей музичної культури ім. К. Шимановського» – музей, присвячений композиторові та громадському діячеві Каролю Шимановському, а також розвитку музичної культури в місті Кропивницькому та Кіровоградській області. Ідея започаткування і відкриття музею Шимановського належить музикознавцю Ользі Левтоновій.

## Загальні дані
Музей музичної культури імені Кароля Шимановського створено у 1991 році. Засновником музею є Кропивницька міська рада. Базою для створення музею була існуюча з 1985 року на громадських засадах кімната-музей К. Шимановського при Кропивницькому фаховому музичному коледжі. Музей має розміщуватися в меморіальному будинку родини Шимановських по вул. Гоголя, 42 після завершення його капітального ремонту (фактично – відбудови).

## З історії та сьогодення музею
У 1961–1962 рр. видатний український диригент Ігор Блажков дослідив і оприлюднив матеріали щодо навчання, концертної та публіцистичної діяльності К. Шимановського в Єлисаветграді.
25 квітня 1985 року відкрито Кімнату-музей К. Шимановського у Кіровоградському музичному училищі (директор – Юрій Любович). Ініціатори створення та автори експозиції – Ольга Левтонова [Архівовано 1 травня 2021 у Wayback Machine.], Ірина Горгоц, Марина Таранець.
14 серпня 1991 р. Кіровоградський міськвиконком ухвалив рішення "Про створення музею музичної культури імені видатного земляка, композитора К.Шимановського".
У 2001–2019 рр. експозиція музею знаходилась у приміщенні Музичної школи №1 ім. Г. Г. Нейгауза поряд з експозицією шкільного народного меморіального музею Г. Г. Нейгауза.
Фонди музею нараховують близько 10 тис. одиниць. Найціннішими з-поміж них є автографи, речі та портрети К. Шимановського, документи й фотографії родин Нейгаузів і Блюменфельдів [Архівовано 30 квітня 2021 у Wayback Machine.], фонди композитора Юлія Мейтуса, скрипаля Віктора Гольдфельда, музикознавця Георгія Поляновського [Архівовано 30 квітня 2021 у Wayback Machine.], співака Герасима Журавленка [Архівовано 30 квітня 2021 у Wayback Machine.] та ін.

## Джерело-посилання
- Офіційний вебсайт музею [Архівовано 27 квітня 2021 у Wayback Machine.]
- О. А. Классова. Кіровоградський музей музичної культури ім. К. Шимановського // Енциклопедія сучасної України / ред. кол.: І. М. Дзюба [та ін.] ; НАН України, НТШ. — К. : Інститут енциклопедичних досліджень НАН України, 2013. — Т. 13 : Киї — Кок. — 711 с. — ISBN 978-966-02-6814-2.